# 오스트레일리아 준비은행
오스트레일리아 준비은행(영어: Reserve Bank of Australia 리저브 뱅크 오브 오스트레일리아[*])은 오스트레일리아의 중앙은행이다. 오스트레일리아 달러 폴리머 지폐의 유일한 발권 은행이며 본점은 시드니에 있다.

## 같이 보기
- 오스트레일리아 달러
- 중앙은행